# Thal (Tuntenhausen)
Thal ist ein Ortsteil der Gemeinde Tuntenhausen im oberbayerischen Landkreis Rosenheim. 
Der Ort liegt nordwestlich des Kernortes Tuntenhausen. Die St 2089 verläuft westlich. Am östlichen Ortsrand fließt die Moosach.

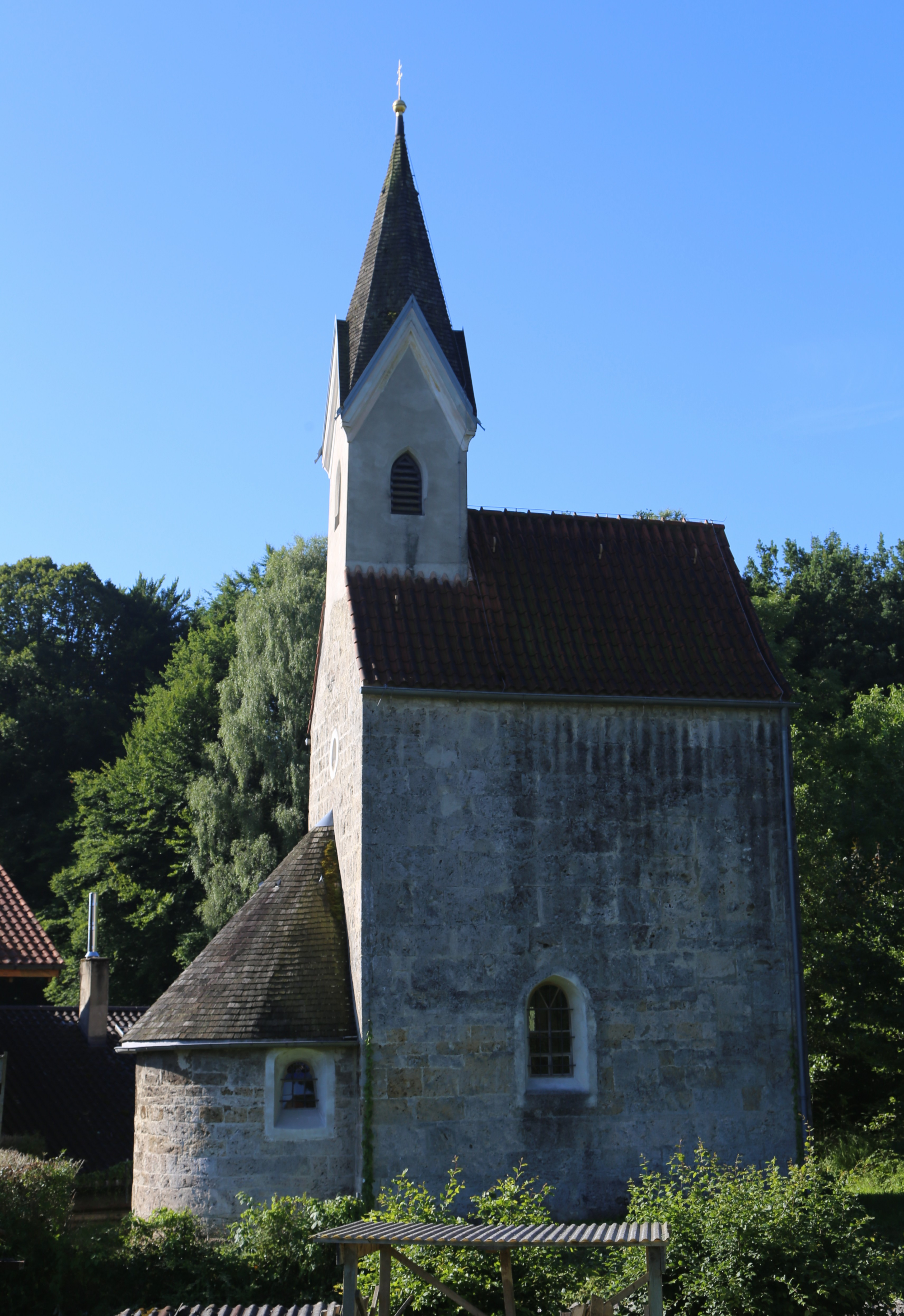
Die Filialkirche St. Georg in Thal (2017)

## Sehenswürdigkeiten
In der Liste der Baudenkmäler in Thal ist für Thal ein Baudenkmal aufgeführt:
- Die katholische Filialkirche St. Georg ist ein doppelgeschossiger romanischer Tuffquaderbau mit neugotischem Dachreiter. Der rechteckige Satteldachbau mit eingezogener, hufeisenförmiger Apsis stammt im Kern aus dem 11. Jahrhundert.